# Ebrahim Nabavi
Ebrahim Nabavi (Perzisch: سید ابراهیم نبوی) (Astara, 13 november 1958 – Silver Spring (Maryland), 15 januari 2025) was een Iraans schrijver, journalist en satiricus.
In Iran werd hij bekend vanwege zijn satire en politiek gevoelige columns. Sinds ca. 2005 woonde hij in ballingschap in (uiteindelijk) België, van waaruit hij nog steeds schreef voor Perzische onlinemedia.

## Levensloop
Tijdens en direct na zijn studie in sociologie aan de universiteit van Shiraz en de universiteit van Teheran werkte Nabavi als docent voor de organisatie Jihad voor Opbouw (جهاد سازندگی).
Hij begon vervolgens aan een politieke carrière bij verschillende ministeries en voor de islamitisch-republikeinse omroeporganisatie. Hier had hij contact met hoge geestelijken vervulde hij enkele hoogaangeschreven functies.
Hij kwam vervolgens met een satireserie over film voor het tijdschrift Soroush. Later zette hij dit voort met het tijdschrift Gozaresh-e Film dat hij zelf mede oprichtte. Nadat hij hiermee stopte, hielp hij de satiricus Kioumars Saberi Foumani met de start van diens tijdschrift Gol-Agha; hier schreef hij later ook voor. In de eerste jaren die toen volgden wisselde hij geregeld van werkgever en type werk en stelde hij bijvoorbeeld zelfs kruiswoordpuzzels samen.
Vanwege de toenemende restricties op media door de ministers Ali Larijani en Mostafa Mirsalim vertrok hij in 1996 naar Isfahan. In deze stad werd hij later actief in de presidentiële campagne van Mohammad Khatami. Na diens verkiezing keerde hij weer terug naar Teheran.
Hier kreeg bekendheid bij een groter publiek toen hij startte met zijn dagelijkse column sotūn-e panjom (vijfde colonne). Hij schreef toen onder meer parodieën op openbare aankondigingen. Aanvankelijk deed hij dit in het nieuwsblad Jame'eh, wat hij telkens bij een volgende krant voortzette wanneer weer een krant verboden werd. Ook zelf kwam hij in de problemen en werd hij in 1998 veroordeeld tot 18 maanden gevangenisstraf. Hierna publiceerde hij zijn gevangenismemoires waardoor zijn populariteit nog verder steeg.
Sinds april 2003 woonde hij in ballingschap, eerst in Frankrijk en vrij snel daarna in België. Hij schreef sindsdien voor de nieuwswebsites in het Perzisch Gooya en Rooz, beide vanuit Frankrijk/België, en een satirisch programma voor de website en uitzendingen van Radio Zamaneh, vanuit Amsterdam. In 2005 werd hij door het Prins Claus Fonds onderscheiden met een Prins Claus Prijs.
Nabavi overleed op 15 januari 2025 op 66-jarige leeftijd in Silver Spring, Maryland. Hij pleegde zelfmoord.

## Citaten
- "Hoe meer mensen hen verafschuwen, des te groter de portretten worden die hen tonen." (vergelijking tussen Reza Pahlavi en Khomeini)
- "De meeste leiders van de arbeidersbeweging en veel leden van de communistische partij van Iran waren rijke jongeren. Zij die mensen in elkaar sloegen ... waren de armen."
- "Zouden de shariawetten eenmaal consequent toegepast worden, dan zou men 80 procent van de bevolking moeten straffen."
- "In het geval hij geen ontharingsmiddel ter beschikking had gehad, was zelfmoord verder nog mogelijk geweest door de volgende mogelijkheden: van de douchekop springen, de zeep verslinden, aan de warmwaterkraan stikken of in het bad uitglijden." (over de officiële doodsoorzaak van Said Emami)
- "We zullen de atoombom vredig gebruiken en bovendien nog stroom produceren." (toespeling op de atoompolitiek van Iran)